# Elektron walencyjny

Atom helu

Elektron walencyjny (peryferyjny) – elektron znajdujący się na ostatniej, najbardziej zewnętrznej powłoce atomu, która nazywana jest powłoką walencyjną. Liczba oraz poziomy energetyczne elektronów walencyjnych decydują w dużym stopniu o właściwościach atomów, a tym samym i pierwiastków chemicznych. 
Elektrony znajdujące się na powłoce walencyjnej uczestniczą w tworzeniu wiązań chemicznych, jednak wiązania te mogą też być w niektórych przypadkach tworzone z udziałem elektronów z niższych powłok, co dotyczy zwłaszcza atomów pierwiastków bloków d i f układu okresowego pierwiastków. 
W wiązaniach jonowych elektrony walencyjne są przekazywane jednym atomom przez drugie. We wszystkich innych wiązaniach są one współdzielone. 
Elektrony nieznajdujące się na zewnętrznej (ostatniej) powłoce nazywane są elektronami niewalencyjnymi, a wraz z jądrem atomowym – rdzeniem atomowym.
W metalach elektrony walencyjne mogą się przemieszczać między węzłami sieci krystalicznej, w całej jego objętości. Z tego względu nazwane zostały one elektronami swobodnymi.